# Cocote
Cocote es una película dramática dominicana de 2017 dirigida por Nelson Carlo de Los Santos Arias. Fue seleccionada como la entrada dominicana a la Mejor Película en Lengua Extranjera en la 91.ª edición de los Premios Óscar, pero no fue nominada.

## Sinopsis
Un cristiano evangélico asiste al funeral de su padre en su ciudad natal, donde tiene que participar en ritos religiosos que chocan con sus creencias y se ve presionado para vengarse del asesino.

## Reparto
- Vicente Santos como Alberto
- Judith Rodríguez como Karina
- Pepe Sierra como Martínez
- Yuberbi Rosa como Patria
- Isabel Spencer como Chave